# نیلوفر آبی گاوی
نوفار ادونا (نام علمی: Nuphar advena) نام یک گونه از تیره نیلوفرآبیان است.